# Hekwerk Hudsonhof
Het Hekwerk Hudsonhof in Amsterdam-West is de alternatieve naam voor een titelloos kunstwerk van Narcisse Tordoir.
Van Tordoir werd in 1993 op het Barcelonaplein het Hekwerk Barcelonaplein ingebouwd bij het Albertcomplex van Bruno Albert. Vijf jaar later kreeg hij de opdracht een soortgelijke poort te ontwerpen voor de scheiding tussen de Hudsonstraat en het Hudsonhof. Ook hier kreeg hij te maken met architecten van naam maar uit een volstrekt andere tijd; het moest aansluiten bij werk van Jan Frederik Staal (Jan Evertsenstraat) en Hendrik Wijdeveld (Hudsonstraat).
Het Hekwerk Hudsonhof zorgt ervoor dat er geen verkeer rijdt over het voetgangersgebied dat het Hudsonhof sinds 1997 is.
Net als bij het Albertgebouw bestaat het hekwerk uit beeldvlakken en/of paneeltjes, die als een stripverhaal zijn ingelijnd met figuratieve motieven. 